# Zły Bambr
Zły Bambr (ros. Свирепый Бамбр, Swiriepyj Bambr) – cykl kukiełkowych filmów animowanych opartych na motywach bajek Eduarda Uspienskiego i Aleksandra Timofiejewskiego. W latach 1988–1991 powstały trzy serie o przygodach Bambra.

## Seria filmów lalkowych
- 1988: Zły Bambr («Свирепый Бамбр»)[2][3]
- 1990: «По следам Бамбра»[4]
- 1991: «Ловушка для Бамбра»[5]

## Obsada (głosy)
- Nikołaj Karaczencow jako Bambr
- Lija Achiedżakowa
- Oleg Tabakow
- Wsiewołod Łarionow

## Wersja polska
Zły Bambr:
- Wersja polska: Studio Opracowań Filmów w Warszawie
- Reżyseria: Urszula Sierosławska
- Dialogi: Krystyna Subocz
- Dźwięk: Jolanta Küchler
- Montaż: Jolanta Nowaczewska
- Kierownictwo produkcji: Jan Szatkowski, Małgorzata Zielińska

Źródło: